# Búcsúszentlászló
Búcsúszentlászló è un comune dell'Ungheria di 886 abitanti (dati 2001). È situato nella contea di Zala.